# فلوريانوبوليس

موقع المدينية في الولاية

فلوريانوبوليس وهي عاصمة ولاية سانتا كاتارينا وتقع العاصمة على المحيط الأطلسي و 97,23% من مساحتها الأرضية تقع على جزيرة سانتا كارتارينا، تتميز المدينية بأفضل مستوى معيشية في البرازيل وتلقب بـ: فلوريبا.

## المناخ
يظهر الجدول التالي التغييرات المناخية على مدار السنة لفلوريانوبوليس:
| البيانات المناخية لـفلوريانوبوليس               | البيانات المناخية لـفلوريانوبوليس | البيانات المناخية لـفلوريانوبوليس | البيانات المناخية لـفلوريانوبوليس | البيانات المناخية لـفلوريانوبوليس | البيانات المناخية لـفلوريانوبوليس | البيانات المناخية لـفلوريانوبوليس | البيانات المناخية لـفلوريانوبوليس | البيانات المناخية لـفلوريانوبوليس | البيانات المناخية لـفلوريانوبوليس | البيانات المناخية لـفلوريانوبوليس | البيانات المناخية لـفلوريانوبوليس | البيانات المناخية لـفلوريانوبوليس | البيانات المناخية لـفلوريانوبوليس |
| الشهر                                           | يناير                             | فبراير                            | مارس                              | أبريل                             | مايو                              | يونيو                             | يوليو                             | أغسطس                             | سبتمبر                            | أكتوبر                            | نوفمبر                            | ديسمبر                            | المعدل السنوي                     |
| ----------------------------------------------- | --------------------------------- | --------------------------------- | --------------------------------- | --------------------------------- | --------------------------------- | --------------------------------- | --------------------------------- | --------------------------------- | --------------------------------- | --------------------------------- | --------------------------------- | --------------------------------- | --------------------------------- |
| الدرجة القصوى °م (°ف)                           | 38.2 (100.8)                      | 38.8 (101.8)                      | 35.6 (96.1)                       | 35.4 (95.7)                       | 33.5 (92.3)                       | 32.0 (89.6)                       | 32.7 (90.9)                       | 35.0 (95.0)                       | 32.7 (90.9)                       | 32.5 (90.5)                       | 33.7 (92.7)                       | 38.2 (100.8)                      | 38.8 (101.8)                      |
| متوسط درجة الحرارة الكبرى °م (°ف)               | 28.9 (84.0)                       | 29.3 (84.7)                       | 28.7 (83.7)                       | 26.6 (79.9)                       | 23.9 (75.0)                       | 21.9 (71.4)                       | 21.0 (69.8)                       | 21.5 (70.7)                       | 22.0 (71.6)                       | 23.9 (75.0)                       | 26.0 (78.8)                       | 28.0 (82.4)                       | 25.1 (77.2)                       |
| المتوسط اليومي °م (°ف)                          | 24.9 (76.8)                       | 25.1 (77.2)                       | 24.5 (76.1)                       | 22.2 (72.0)                       | 19.2 (66.6)                       | 17.2 (63.0)                       | 16.4 (61.5)                       | 17.0 (62.6)                       | 18.3 (64.9)                       | 20.3 (68.5)                       | 22.2 (72.0)                       | 24.0 (75.2)                       | 20.9 (69.6)                       |
| متوسط درجة الحرارة الصغرى °م (°ف)               | 21.4 (70.5)                       | 21.6 (70.9)                       | 20.8 (69.4)                       | 18.5 (65.3)                       | 15.3 (59.5)                       | 13.5 (56.3)                       | 12.9 (55.2)                       | 13.4 (56.1)                       | 15.2 (59.4)                       | 17.2 (63.0)                       | 18.6 (65.5)                       | 20.3 (68.5)                       | 17.4 (63.3)                       |
| أدنى درجة حرارة °م (°ف)                         | 14.6 (58.3)                       | 14.8 (58.6)                       | 10.2 (50.4)                       | 7.7 (45.9)                        | 4.6 (40.3)                        | 1.7 (35.1)                        | 1.5 (34.7)                        | 3.8 (38.8)                        | 0.7 (33.3)                        | 9.1 (48.4)                        | 9.4 (48.9)                        | 12.5 (54.5)                       | 0.7 (33.3)                        |
| الهطول مم (إنش)                                 | 250.6 (9.87)                      | 201.6 (7.94)                      | 179.7 (7.07)                      | 123.5 (4.86)                      | 132.5 (5.22)                      | 75.7 (2.98)                       | 118.0 (4.65)                      | 74.0 (2.91)                       | 141.0 (5.55)                      | 148.9 (5.86)                      | 150.6 (5.93)                      | 172.5 (6.79)                      | 1٬768٫6 (69.63)                   |
| متوسط أيام هطول الأمطار (≥ 1.0 mm)              | 16                                | 15                                | 14                                | 9                                 | 9                                 | 7                                 | 9                                 | 7                                 | 11                                | 13                                | 13                                | 12                                | 135                               |
| متوسط الرطوبة النسبية (%)                       | 80.0                              | 80.4                              | 80.0                              | 80.1                              | 81.1                              | 82.1                              | 83.2                              | 81.3                              | 80.3                              | 80.2                              | 78.2                              | 77.7                              | 80.4                              |
| ساعات سطوع الشمس الشهرية                        | 176.8                             | 164.8                             | 184.2                             | 172.0                             | 175.1                             | 151.5                             | 152.1                             | 156.6                             | 130.4                             | 144.4                             | 184.0                             | 189.9                             | 1٬981٫8                           |
| المصدر #1: المعهد الوطني للأرصاد الجوية         |                                   |                                   |                                   |                                   |                                   |                                   |                                   |                                   |                                   |                                   |                                   |                                   |                                   |
| المصدر #2: Meteo Climat (record highs and lows) |                                   |                                   |                                   |                                   |                                   |                                   |                                   |                                   |                                   |                                   |                                   |                                   |                                   |

## توأمة
لفلوريانوبوليس اتفاقيات توأمة مع:
- روانوك

## أعلام
- غوستافو كويرتن
- لويز هنريكي روزا
- غويليرمي سيكويرا
- أفونسو توناي